# 苍蝇座
苍蝇座（拉丁語：Musca）是位于南天深空的一个小星座，远离黄道的南天，是荷兰天文学家皮特鲁斯·普兰修斯根据荷兰航海家彼得·德克·凯泽和弗雷德里克·德·豪特曼的天文观测结果创立的星座，最早报道在由普兰修斯和约道库斯·洪第乌斯在1597年（或1598年间）制作的一架直径为35厘米的天球仪上，1603年，德国天文学家约翰·拜耳制作的测天图报道了这个星座，这是苍蝇座第一次出现在天图上。它原来叫做Apis（蜜蜂座），直到18世纪经过拉卡伊之手它才演化为苍蝇座。在北半球，这个星座位于地平线以下。
苍蝇座的许多亮星属于天蝎-半人马星协，包括蜜蜂三、蜜蜂一、苍蝇座γ、苍蝇ζ2、苍蝇座η（有可能），以及HD 100546，这是一颗蓝-白赫比格Ae/Be星，周围环绕着含有行星、岩屑盘，岩屑盘里含有行星、褐矮星，可能含有原行星。苍蝇座含有两颗肉眼可见的造父变星，含有三星系统苍蝇座θ，其中最亮的恒星是一颗沃尔夫–拉叶星。

## 历史

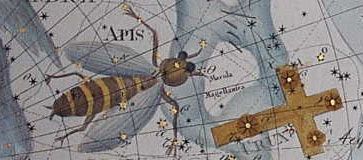
苍蝇座在200年的时间里被称为蜜蜂座。

苍蝇座是荷兰天文学家皮特鲁斯·普兰修斯根据荷兰航海家彼得·德克·凯泽和弗雷德里克·德·豪特曼根据南天的观测而创立的12星座之一。1598年，在豪特曼的南天星表里，该星座用荷兰语命名为De Vlieghe，即苍蝇。星座里有4颗星用马来语和马达加斯加语命名，一颗星为“苍蝇”头部，即苍蝇座β，一颗星为“苍蝇”身体，即苍蝇座γ，苍蝇座α和δ分别为“苍蝇”的左翼和右翼。苍蝇座最早报道在由普兰修斯和约道库斯·洪第乌斯在1597年（或1598年间）制作的一架直径为35厘米的天球仪上，但没有命名。1603年，德国天文学家约翰·拜耳制作的测天图报道了这个星座，这是苍蝇座第一次出现在天图上，拜耳将之命名为Apis，即蜜蜂。这个名字流传了两个世纪。1603年，威廉·布劳制作的天球将之描述为附近的蝘蜓座捕捉的昆虫。
法国天文学家尼可拉·路易·拉卡伊在他1756年出版的南天活动星图上将此星座称为la Mouche，即苍蝇。这个法文名字被1776年让·尼姑拉斯·福汀出版的天图沿用，1763年，拉卡伊将此名称拉丁化为Musca Australis，即南方苍蝇。现在被简称为Musca，即苍蝇座。这是唯一一个用昆虫命名的星座。

## 总体特点
苍蝇座北邻南十字座，西邻船底座，南邻蝘蜓座，东邻天燕座和圆规座，东北方向为半人马座。天区覆盖面积为138平方度，占夜空的0.335%，在88个星座中位居第77位。1922年，国际天文学联合会规定的三字母缩写为'Mus'。1930年，尤金·德尔波特划定的边界为6条线段组成的多边形。在赤道坐標系統里，边界赤经坐标位于11h 19.3m和13h 51.1m之间，赤纬坐标在−64.64°和−75.68°之间。苍蝇座为南天深空星座，在北半球北纬20度地平线以下。

## 细节特点

### 恒星

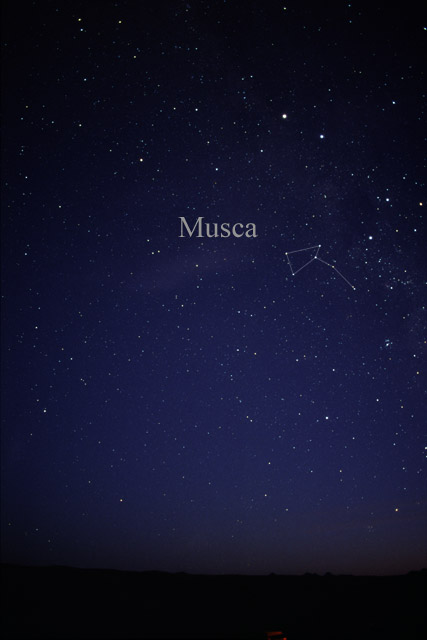
苍蝇座肉眼可见

拉卡伊在他1756年出版的南天活动星图上，画和命名了10颗恒星，根据拜耳命名法，命名了苍蝇座α到κ。他的星表里编入了苍蝇座λ和苍蝇座μ，但认为它们位于星群之外而没有命名。英国天文学家弗朗西斯·贝利将它们归入苍蝇座，美国天文学家本杰明·阿普索普·古尔德按拜耳命名法为其命名。贝利认为κ太暗，无须命名，而将之去掉，把两相邻的恒星分别命名为Zeta1和Zeta2，这两颗星相距1°，这个距离不应该共用同一个拜耳名称。拉卡伊最初把较暗的星命名为ζ，而贝利认为应该把较亮的星命名为ζ，贝利不愿意取消卡拉伊的命名，便把两星都命名为ζ。
苍蝇座最亮的几颗恒星排列的图案就像有柄的碗，类似小熊座图案。苍蝇座α位于相邻的南十字座十字架二东南偏南方向310光年远处，为苍蝇座里最亮的星，星等为+2.7，为蓝白星，光谱类型为B2IV-V，光度为太阳的4520倍，质量为太阳的8倍。该星是一颗仙王座β型變星，直径为太阳直径的4.7倍，每2.2小时脉动一次，亮度变化约1%。附近有颗星等为+13的恒星，尚不确定是否为伴星。苍蝇座γ为苍蝇的尾，这是一颗蓝白星，光谱类型为B5V，星等在3.84和3.86之间改变，周期为2.7天，为天船增六变星，一种慢脉动变星。苍蝇座γ质量约为太阳的5倍。
苍蝇座β为两颗B型主序星组成的双星系统，距地球约341光年，光谱类型分别为B2V和B3V，轨道周期为194年，质量分别为太阳质量的8倍和6倍，直径为太阳直径的3.5倍。苍蝇座ζ2为一颗A型主序星，光谱类型分别为A5V，距离地球约330光年。该星为一三合星系统中的亮星，与较暗的两颗伴星分别相距0.5和32.4弧秒。苍蝇座η为一多星系统，两颗主星组成食双星系统，组合光谱类型为B8V，星等为4.77，每2.39天减小0.05。
苍蝇座δ和ε分别为苍蝇的左翼和右翼，星等为3.62，δ为橙巨星，光谱类型为K2III，距地球91光年。蒼蠅座ε为紅巨星，光谱类型为M5III，为半规则变星，星等在近似40天内变化范围在3.99和4.31间。该星质量最初为太阳质量的1.5到2倍，现在直径已膨胀到太阳直径的130倍，光度为太阳的1800到2300倍。再往西北方向为苍蝇座μ，这是一颗橙巨星，光谱类型K4III，为一颗慢变的不规则的变星，星等变化范围在4.71和4.76之间。苍蝇座λ在苍蝇座μ附近，为星座第三亮的恒星，为一颗A型主序星，光谱类型为A7V，距离地球约128光年。
苍蝇座R位于苍蝇座α附近，为经典造父变星，每7.5天星等变化范围为5.93到6.73，为黄白超巨星，恒星光谱类型范围在F7Ib和G2Ib间，苍蝇座R与苍蝇座α距离为约2037光年。苍蝇座S也是经典造父变星和黄白超巨星，恒星光谱类型范围在F6Ib和G0Ib间，每9.66天星等变化范围为5.89到6.49。这是双星系统中的亮星，质量为太阳的5.9倍，伴星为一颗蓝白主序星，光谱类型范围可能在B3V和B5V之间，质量略高于太阳质量的5倍，是已知的造父变星的最热最亮的伴星之一。双星轨道周期为505天。
苍蝇座θ为三星系统，距地球约7,500光年。该三星系统由一个分光双星系统和一颗蓝超巨星（光谱类型为O9.5/B0Iab）构成。其中双星系统由一颗沃尔夫–拉叶星（光谱类型为WC5或6）和一颗O型主序星（光谱类型为O6或O7）构成，轨道周期为19天，与另外一颗蓝超巨星相距46毫弧度。据估算，双星之间相距约0.5天文单位（AU），蓝超巨星距离双星约100天文单位。这三颗星亮度都非常高，亮度之和可能超过太阳的1百万倍。苍蝇座TU是两颗炽热的且亮度很高的蓝主序星构成的双星系统，两星相距约15,500光年，光谱类型分别为O7.5V和O9.5V，质量分别为太阳的23和15倍。两星相距很近，为过相接双星，彼此遮蔽对方的时候，从地球上观察，它们的光会变化，被归为天琴座β型變星。星等变化周期约1.4天，变化范围8.17到8.75。
苍蝇座GQ是一个由一颗白矮星和一颗质量为太阳质量10%的小恒星构成的双星系统，轨道周期为1.4小时。白矮星通过吸积盘吸收伴星的物质。当吸收的物质积累到一定程度，会发生超新星爆发，1983年该星就发生过一次超新星爆发，星等达到7.2。1983年1月18日，星等达到7.1，并探测到X射线，这是天文史上第一次。软X射线暂现源GRS 1124-683是一个双天体系统，由恒星苍蝇座GU和一个约6倍太阳质量的黑洞构成。苍蝇座GU是一颗橙色主序星，光谱类型为K3V–K4V。 1991年，它因发生了一次超新星爆发而被观测到，辐射来自正电子湮灭过程。苍蝇座GR是一个由中子星组成的X射线源，质量为太阳质量的1.2到1.8倍。苍蝇座SY是一个共生變星系统，由一颗红巨星和一颗白矮星构成，尽管较大者向较小者转移质量，但是没有周期性的超新星爆发和吸积盘形成。该恒星系统每624.5天，星等从10.2变化到12.7。

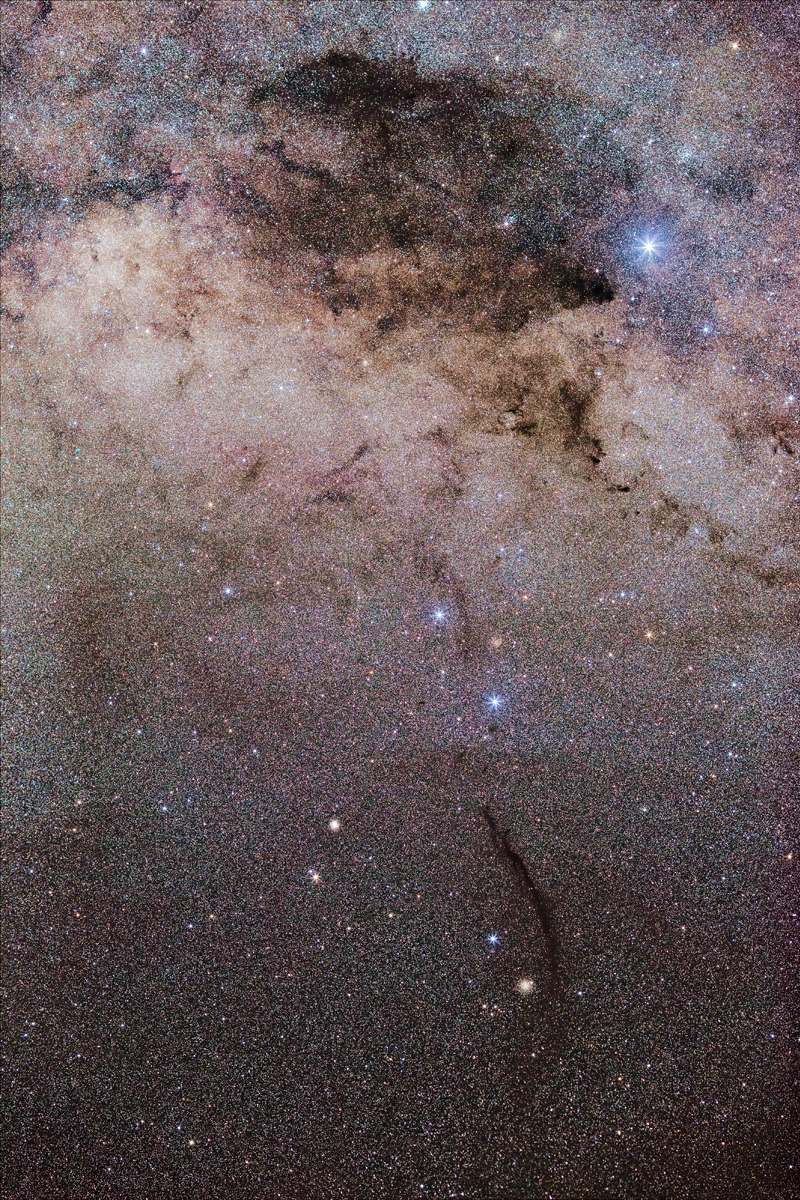
图片上部为煤袋星云，延展到苍蝇座东北部。图片右下部竖直圆柱为暗饰带星云。

HD 111232是一颗黄主序星，质量约为太阳质量的78%，为一三星系统，距离地球约95光年，它拥有一颗行星HD 111232 b，质量约为木星质量的6.8倍，公转周期约1143天。 HD 112410是一颗黄巨星，光谱类型为G8III，距离地球约439光年。HD 112410质量约为太阳质量的1.54倍，正在冷却，沿红巨星支膨胀。HD 112410有一颗亚恒星伴星，质量约为木星质量的9.2倍，轨道周期为124.6天，距离地球约0.57 AU。HD 100546是一颗年轻的蓝白赫比格Ae/Be星，光谱类型为B9V，有待确定主序，距离地球约320光年。距离该星0.2到4 AU处有岩屑盤环绕，13 AU以外到数百AU，有另一圈岩屑盤，有迹象表面，在47 AU处在形成一颗原行星。4到13 AU处有一空隙，这里有一颗大行星，质量约为木星的20倍，也有研究认为，这可能是一颗质量更大的天体，如棕矮星，而非行星。LP 145-141是一颗白矮星，距离太阳系15光年，是距离太阳系第四近的白矮星。

### 深空天体
NGC 5189位于苍蝇座与圆规座的边界上，为行星状星云，距离地球估计为约1750光年。中央老化的恒星喷射的多种物质，被可能存在的伴星扭曲，这使NGC 5189的结构非常复杂。沙漏星云（也称为MyCn18）位于苍蝇座η以东2.4°处，星等为12.9，距离地球约8000光年。IC 4191位于苍蝇座η以西，为淡蓝色的致密行星状星云，星等为10.6，与地球距离估算约10,750光年。NGC 4071位于苍蝇座ε以西，为大型弥散的行星状星云，星等为12.7，其中心恒星星等为12，与地球距离估算约为4000光年。煤袋星云为暗星雲，其一角属于苍蝇座，主体属于紧邻的南十字座。疏散星团NGC 4463位于苍蝇座西南边界上，直径约5光年，距离地球约3400光年。
球状星团NGC 4833位于苍蝇座δ附近，在1775年被卡拉伊编入星表。NGC 4833距离地球约21,200光年，亮度被附近的银河平面尘云所掩盖。球状星团NGC 4372位于苍蝇座γ附近，较为黯淡，亮度可能部分被尘云掩盖，但是跨越的角分比较大。NGC 4372距离地球18,900光年，距离银河系中心约23,000光年。该星团金属度极低，这说明它是非常古老的星团，是银河系最古老的星团之一。暗饰带星云自苍蝇座向南扩展，外形像一条L形河流。